# دیلی (اورگن)
دیلی (به انگلیسی: Dilley) یک منطقهٔ مسکونی در ایالات متحده آمریکا است که در شهرستان واشینگتن، اورگن واقع شده‌است. دیلی ۲٬۰۰۰ نفر جمعیت دارد و ۶۰٫۰۵ متر بالاتر از سطح دریا واقع شده‌است.